# Majstor
Majstor ili meštar (njem. Meister) je naziv za stručnu osobu koja je dosegnula najviši stupanj izobrazbe u određenom obrtu ili umjetnosti, nakon što je prošla faze šegrtovanja i kalfe. Kao najviši položaj u cehovskom sustavu srednjovjekovne Europe, majstor ima autoritet i odgovornost, uključujući pravo na osnivanje vlastite radionice, izobrazbu novih šegrta i sudjelovanje u cehovskim odlukama. Majstori su bili cijenjeni članovi društva, a njihova vještina i stručnost smatrani su ključnima za održavanje kvalitete proizvoda i očuvanje obrtničkih tradicija.

## Postizanje statusa majstora
Da bi postao majstor, kalfa je morala izraditi remek-djelo ili majstorski rad koji bi ocijenili drugi majstori u cehu. Ovaj je rad bio kruna višegodišnje izobrazbe i dokaz o savladavanju svih potrebnih tehnika i znanja u zanatu. Ako bi rad bio prihvaćen, kalfa bi postala majstor, što je uključivalo i financijske obveze, kao što su sredstva za opremanje vlastite radionice i organizaciju proslave koja je označavala prijelaz u status majstora.

## Uloga majstora
Majstori su igrali ključnu ulogu u održavanju standarda i ugleda zanata. Kao članovi ceha, oni su aktivno sudjelovali u regulaciji kvalitete proizvoda, određivanju cijena i očuvanju tehnika koje su bile specifične za njihov obrt. Cehovi su često imali stroga pravila za sprječavanje nelojalne konkurencije i osiguranje pravednih radnih uvjeta. Majstori su također djelovali kao mentori mladim šegrtima i kalfama, osiguravajući prijenos znanja i vještina kroz generacije.

## Suvremeno značenje
U suvremenom kontekstu, pojam majstor se koristi i u akademskim i stručnim krugovima kako bi označio vrhunske stručnjake u određenim područjima. Iako se klasični cehovski sustav više ne koristi, slični oblici certificiranja majstora postoje u obrtničkim i umjetničkim profesijama, gdje majstori često imaju priliku obučavati mlađe kolege ili sudjelovati u profesionalnim udrugama koja reguliraju standarde kvalitete.

### Hrvatska
U Hrvatskoj je danas priznato 62 majstorska zvanja.
Majstorski ispiti su državno priznati ispiti, regulirani Zakonom o obrtu i Pravilnikom o postupku i načinu polaganja majstorskog ispita, te ispita o stručnoj osposobljenosti, a mogu se polagati za zvanja s liste vezanih obrta, čije je programe donio ministar nadležan za gospodarstvo.